# Anonyme Sex- og Kærlighedsafhængige
Anonyme Sex- og Kærlighedsafhængige eller Sex and Love Addicts Anonymous (SLAA) er en brugerstyret selvhjælpsgruppe for sex- og kærlighedsafhængige, der findes i hele den vestlige verden.

## Grundlag, ide og program
Det vigtigste formål med gruppen er, at medlemmer med sex- eller kærlighedsafhængighed får muligheden for at støtte hinanden. De oplever, at de ikke er alene med deres problemer, men kan dele erfaring, håb og styrke.

Som deltager er det muligt, men ikke nødvendigt, at følge gruppens behandlingsprogram. Gruppen bygger på de tolv-trins-programmer, der oprindeligt blev udviklet af Anonyme Alkoholikere (AA). Grundlaget er således en række filosofiske og spirituelle behandlingsprincipper, der ikke er knyttet til nogen religion eller politisk ideologi. Det indbyggede gudsbegreb indebærer således, at den enkelte deltager helt selv kan bestemme, hvad der menes med gud, der f.eks. kan opfattes som naturen, livet, universet elller noget helt andet. Grundtanken er, at afhængighed af kærlighed og sex både er en fysisk, psykisk og åndelig sygdom, der må behandles gennem et handlingsprogram med tolv trin.:

1. Vi indrømmede, at vi var magtesløse over for sex og kærlighedsafhængighed – at vi ikke kunne klare vort liv
2. Vi kom til at tro, at en Magt større end os selv kunne give os vores sunde fornuft tilbage.
3. Vi besluttede at give vor vilje og vort liv over til Guds omsorg – sådan som vi opfattede Gud.
4. Vi lavede en dybtgående og frygtløs moralsk opgørelse over, hvad vi indeholdt.
5. Vi indrømmede over for Gud, for os selv og for et andet menneske, nøjagtig hvordan det forholdt sig med vore fejl.
6. Vi var helt indstillet på at lade Gud fjerne alle disse fejl i vores karakter.
7. Vi bad ydmygt Gud om at fjerne vore fejl.
8. Vi lavede en liste over alle de mennesker, vi havde gjort fortræd, og blev villige til at gøre det godt igen over for dem alle
9. Vi gik direkte til disse mennesker og gjorde det godt igen, hvor det var muligt, undtagen når dette ville skade dem eller andre.
10. Vi fortsatte vor personlige opgørelse, og når vi havde fejlet, indrømmede vi det straks.
11. Vi søgte gennem bøn og meditation at forbedre vor bevidste kontakt med en Magt større end os selv, idet vi alene bad om at få at vide, hvad der var Guds vilje med os og om styrken til at udføre den.
12. Når vi som følge af disse Trin havde oplevet en åndelig opvågnen, forsøgte vi at bringe dette budskab videre til sex og kærlighedsafhængige og øvede os i at anvende disse principper på alle områder af vores liv.

## Historie
Gruppen blev grundlagt i Boston i 1976, og den har udgivet grundbogen Sex and Love Addicts Anonymous. Gruppen kaldes også Augustine Fellowship, eller Det Augustine Fællesskab, fordi det filosofiske grundlag for behandlingsprogrammet stammer fra den senantikke filosof Augustin.

## I Danmark
Selvhjælpsgruppen findes også i Danmark. Der afholdes møder flere steder i landet, og der kræves ikke noget formelt medlemskab af deltagerne, som kan være anonyme.